# Bryan Fiabema
Bryan Benjamin Solhaug Fiabema (ur. 16 lutego 2003 w Tromsø) – norweski piłkarz nigeryjskiego pochodzenia występujący na pozycji napastnika w polskim klubie Lech Poznań.

## Sukcesy
Lech Poznań
- mistrzostwo Polski: 2024/25[3]